# Ricard Cabot i Montalt
Ricard Cabot i Montalt (Barcelona, 4 d'abril de 1885 - Barcelona, 2 de maig de 1958) fou un futbolista, periodista i dirigent esportiu català.

## Biografia
Ricard Cabot va néixer al carrer Vidal de Barcelona, fill de Joaquim Cabot i Casanovas, natural de Barcelona, i d'Anna Montalt i Inglada, també de Barcelona.
Advocat de professió, se'l considera el legislador del futbol a Espanya i un dels personatges més importants de la història del futbol català. Fou jugador del Catalònia, club fundat per ell mateix l'any 1901, del Salut Sport Club (1905-1907) i del Club X (1907). Fou també promotor i publicista esportiu: el 1906 fundà i dirigí el setmanari Sports, el 1908 dirigí Los Deportes, el 1911, Stadium, i també participà en la publicació La Rambla. El 1914 esdevingué president del Sindicat de Periodistes Esportius de Catalunya i president de la Federació Catalana de Futbol, càrrec del qual dimití el 1915 i que tornà a ocupar posteriorment en el període 1923-26. L'any 1924, en contacte amb la FIFA, dugué a terme una gran tasca organitzadora i de reglamentació del futbol professional. L'any 1926 fou nomenat secretari general de la Federació Espanyola de Futbol, de la qual redactà el reglament i estructurà el sistema competitiu que desembocaria en la creació del Campionat de Lliga. Abans, el 1921, fou vicepresident del Barça, on col·laborà amb el president Joan Gamper en el projecte del camp de les Corts. Durant un curt període exercí de seleccionador espanyol. Fou membre de la Confederació Esportiva de Catalunya i del Comitè Olímpic Espanyol, president honorari de la Federació Espanyola de Futbol i soci de mèrit del Barça.
Es va casar amb Anna Boix i Mestres (1894-1965). Els seus fills Joaquim i Ricard foren jugadors d'hoquei sobre herba, coneguts, respectivament com a Cabot I i Cabot II.
En morir, Ricard Cabot i Montalt era Comanador de l'Orde de Crist de Portugal i president honori de la Federació Catalana de Futbol.